# غازي الجبالي
غازي الجبالي: هو ضابط فلسطيني برتبة لواء، وقائد جهاز الشرطة الفلسطينية الأسبق. ولد الجبالي في يافا عام 1946م، وأتم تعليمه الأساسي بعمان. تخرج من كلية الحقوق بجامعة عين شمس عام 1966م. التحق الجبالي منظمة التحرير الفلسطينية في بداية السبعينيات، وترقّى أثناء عمله في الجناح العسكري للمنظمة. كلفه رئيس السلطة الفلسطينية السابق ياسر عرفات بوضع ترتيبات الأجهزة الأمنية المنبثقة عن السلطة، وفي يونيو 1994م، عُين الجبالي رئيسًا لجهاز الشرطة الفلسطينية، واستمر في منصبه حتى عام 2002م، حيث أدين بعد ذلك بجرائم فساد، وغادر الأراضي الفلسطينية بعد ذلك، ورجع عام 2013م، بعد عفى عنه الرئيس الفلسطيني محمود عباس، ووقف الملاحقة القانونية له.

## تهم فساد
اعتُبر الجبالي في مطلع عام 1997م مطلوبًا لدى إسرائيل، واقتحمت القوات الإسرائيلية منزله عام 2002م؛ ضمن عملية السور الواقي، والتي أسفرت عن إعادة احتلال الضفة الغربية بالكامل. وأثناء اقتحام المنزل، تم العثور على مبالغ مالية طائلة، ومجوهرات ثمينة، بعد ذلك أُقيل الجبالي من منصبه، ثم أعاد تعيينه ياسر عرفات في عام 2004م، بعد استقالة حكومة محمود عباس. واستمر في منصبه لشهور، قبل أن تخطفه جماعة مسلحة فلسطينية، بحجة جرائم الفساد التي ارتكبها الجبالي، وأفرج عنه بعد ذلك، وأقيل من منصبه نهائيًا كرئيس لجهاز الشرطة.